# Cábora
Cabora es una ranchería del municipio de Quiriego, ubicada en el sur del estado mexicano de Sonora. Según los datos del Censo de Población y Vivienda realizado en 2010 por el Instituto Nacional de Estadística y Geografía (INEGI), Cabora tiene un total de 322 habitantes.

## Localización
Se localiza en la zona oeste del municipio, a una distancia aproximada de 30 kilómetros de la cabecera municipal, el pueblo de Quiriego, una carretera secundaria la une con dicha población hacia el este y con la Carretera Federal 15 hacia el oeste. Sus principales actividades económicas son agropecuarias.

## Historia
Cábora es una población de origen yaqui, siendo sus pobladores originales descendientes de este grupo étnico, uno de los mayores y más conocidos del norte de México, la población cobró fama debido a que en ella residió hacia finales del siglo XIX y principios del siglo XX la joven Teresa Urrea, que cobró fama como profetisa y visionaria, sus seguidores, entre los que se encontraban numerosos yaquis y mayos, así como habitantes serranos de Sonora y Chihuahua, la llamaban "La santa de Cábora", se le acusó se instigar varias sublevaciones como la rebelión de los habitantes de Tomochi, Chihuahua y otra de los indios mayos, por lo que el gobierno de Porfirio Díaz la expulsó del país.